# Claoxylon tenuiflorum
Claoxylon tenuiflorum är en törelväxtart som beskrevs av Airy Shaw. Claoxylon tenuiflorum ingår i släktet Claoxylon och familjen törelväxter. Inga underarter finns listade i Catalogue of Life.